# إينوسنت الثامن

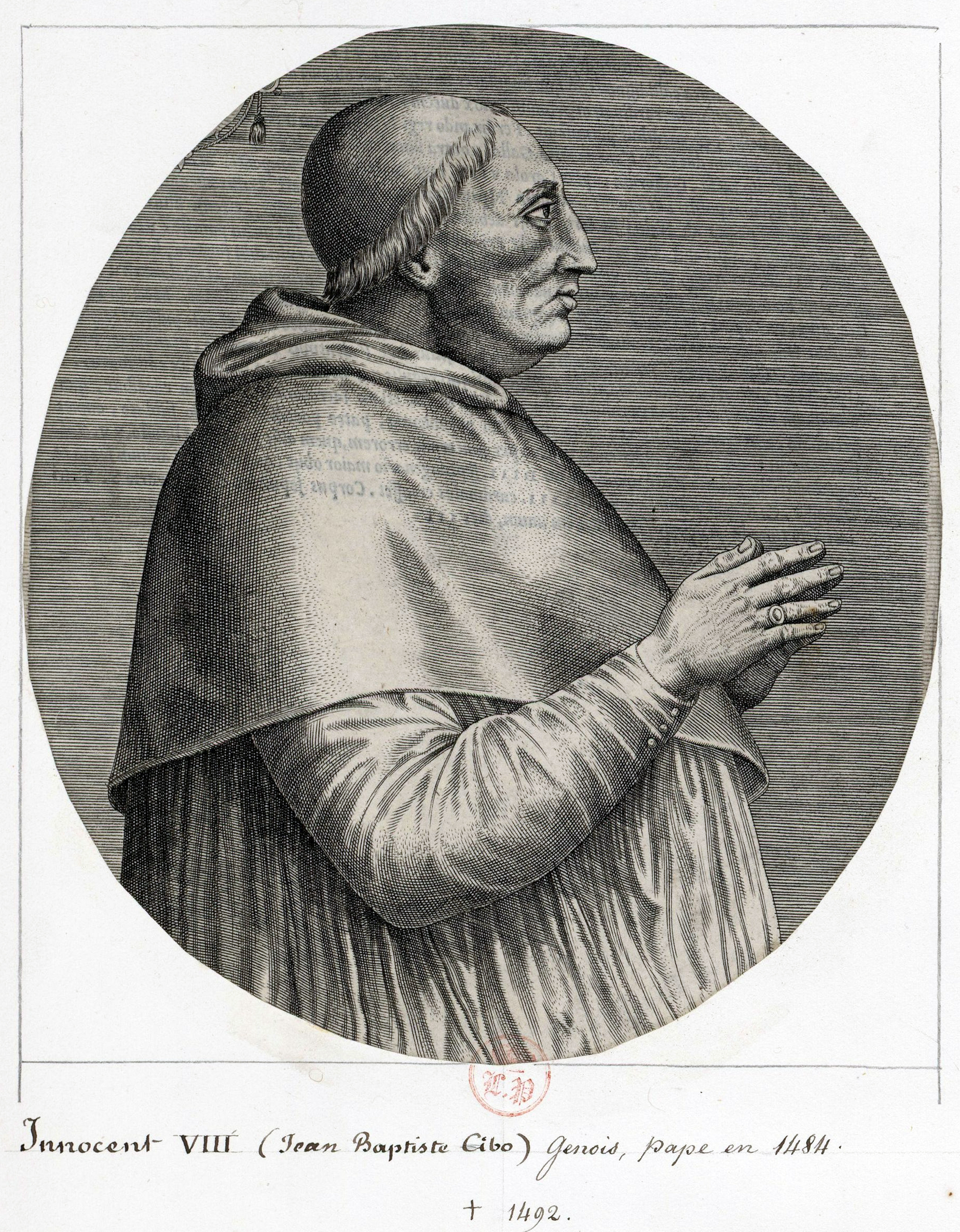
إنوسنتيوس الثامن

إنوسنتيوس الثامن ، وُلـِد باسم جوفاني باتيستا شيبو (جنوا، 1432 - روما، 25 يوليو 1492) ، البابا الكنيسة الكاثوليكية الثالث عشر بعد المئتين من عام 1484 حتى موته. عاصر العثمانيين في فترة السلطان محمد الفاتح و ابنه السلطان بايزيد الثاني.

## روابط خارجية
- إينوسنت الثامن على موقع الموسوعة البريطانية (الإنجليزية)
- إينوسنت الثامن على موقع إن إن دي بي (الإنجليزية)